# Кулебяев, Николай Григорьевич
Никола́й Григо́рьевич Кулебя́ев (1906—1977) — капитан Рабоче-крестьянской Красной, участник Великой Отечественной войны, Герой Советского Союза (1944).

## Биография
Родился 19 декабря 1906 года в селе Анучино (ныне — Лунинский район Пензенской области).
Окончил семь классов школы и Алма-Атинский строительный техникум. Проживал в Алма-Ате, работал мастером арматурных работ, затем инженером-строителем складов и элеваторов.
В 1941 году был призван на службу в Рабоче-крестьянскую Красную Армию, с того же года — на фронтах Великой Отечественной войны. В 1942 году окончил курсы усовершенствования командного состава. В боях два раза был тяжело ранен и контужен.
К октябрю 1943 года старший лейтенант Николай Кулебяев командовал сапёрной ротой 12-го отдельного сапёрного батальона 106-й стрелковой дивизии 65-й армии Центрального фронта. Отличился во время битвы за Днепр. 15 октября 1943 года рота Кулебяева навела понтонную переправу через Днепр, после чего 32 часа под массированным вражеским огнём переправляла советские части на западный берег реки. Действия Кулебяева способствовали успешному захвату и удержанию плацдарма.
Указом Президиума Верховного Совета СССР «О присвоении звания Героя Советского Союза генералам, офицерскому, сержантскому и рядовому составу Красной Армии» от 15 января 1944 года за «образцовое выполнение боевых заданий командования на фронте борьбы с немецкими захватчиками и проявленными при этом отвагу и геройство» старший лейтенант Николай Кулебяев был удостоен высокого звания Героя Советского Союза с вручением ордена Ленина и медали «Золотая Звезда».
В августе 1944 года Кулебяев был вновь тяжело ранен.
После окончания войны в звании капитана он был уволен в запас. Вернулся в Алма-Ату, работал в строительной отрасли.
Умер 11 июня 1977 года, похоронен на Алматинском городском кладбище на проспекте Рыскулова.
Был награждён двумя орденами Ленина, орденом Отечественной войны 1-й степени, двумя орденами Отечественной войны 2-й степени, орденом Красной Звезды, рядом медалей.